# Ван Сюаньсюань
Ван Сюаньсюань (26 січня 1990, Чанчжоу) — китайський боксер, призер чемпіонату світу серед аматорів.

## Аматорська кар'єра
На чемпіонаті світу 2011 Ван Сюаньсюань завоював бронзову медаль.
- В 1/16 фіналу переміг Реза Морадкхані (Іран) — 16-4
- В 1/8 фіналу переміг Іхаба Алматбоулі (Йорданія) — 12-6
- В чвертьфіналі переміг Василя Левіта (Казахстан) — 11-9
- В півфіналі програв Теймуру Мамедову (Азербайджан) — AB 2

На Олімпійських іграх 2012 програв у першому бою Тервелу Пулеву (Болгарія) — 7-10.
На чемпіонаті світу 2013 програв у першому бою Марко Чаличу (Хорватія).
На Азійських іграх 2014 програв у першому бою Рустаму Тулаганову (Узбекистан).